# Dairyū-ji (Gifu)

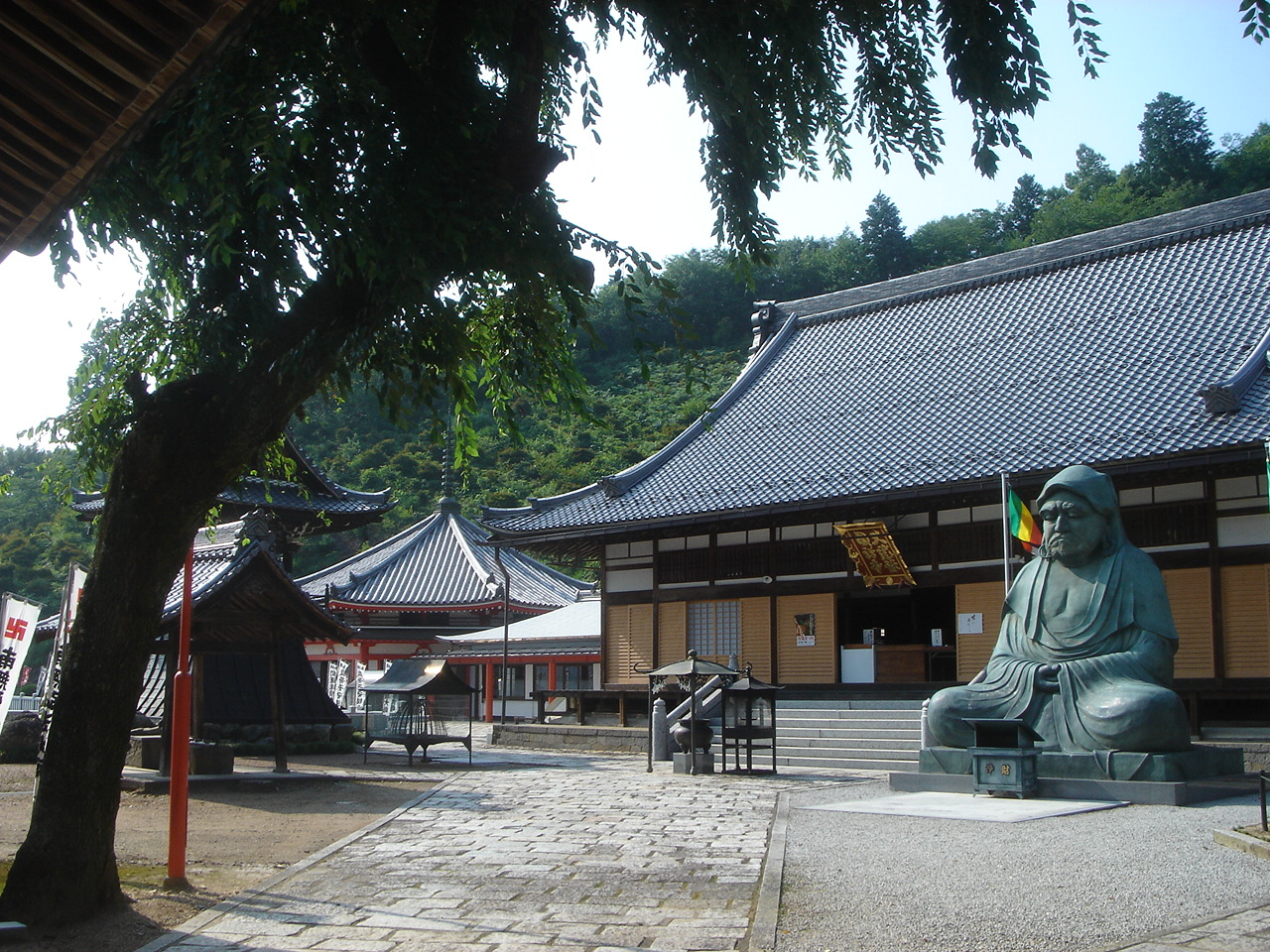
L'enceinte du temple

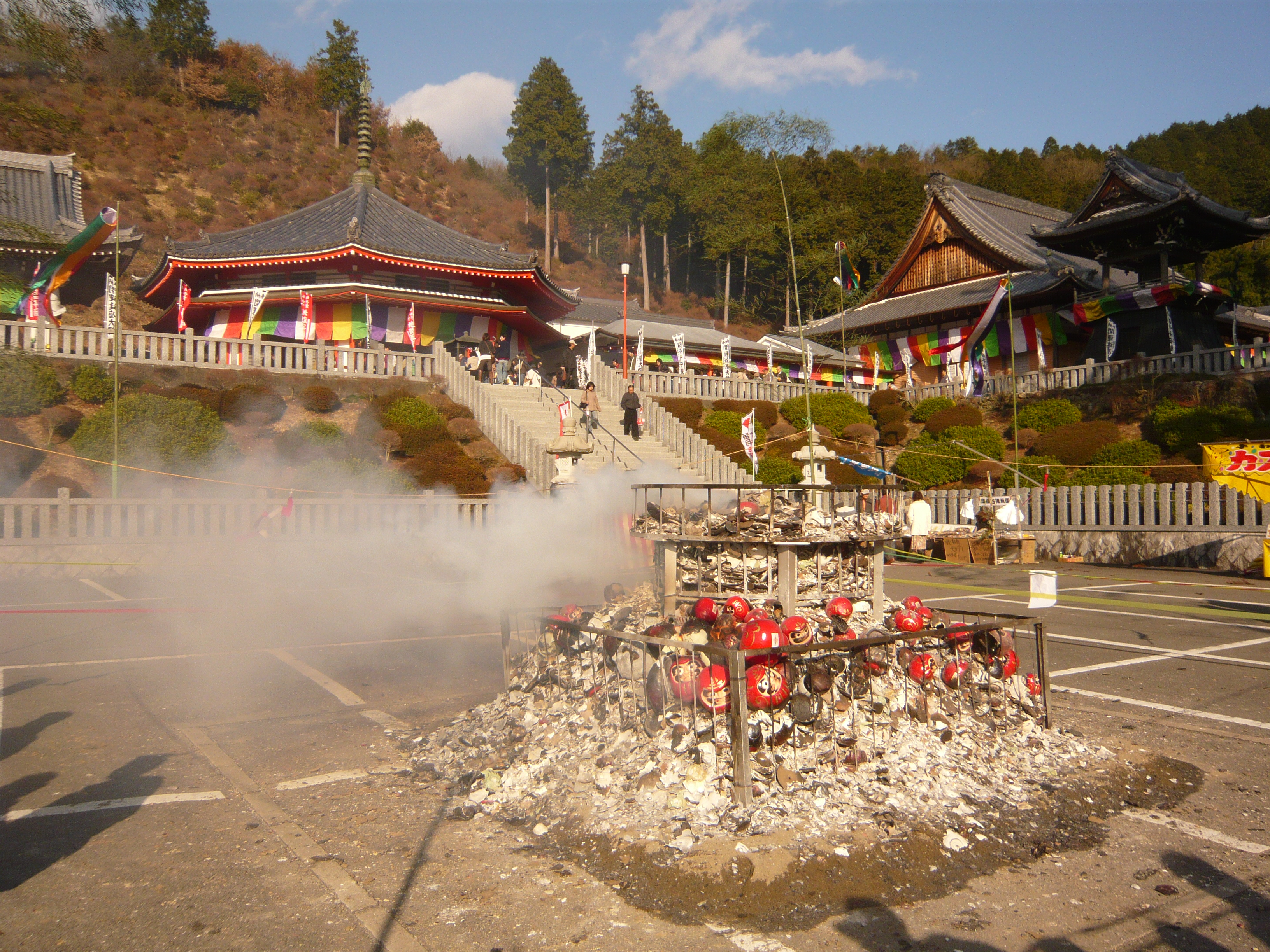
Combustion des daruma

Le Dairyū-ji (大龍寺) est un temple bouddhiste de l'école Rinzai situé à Gifu, préfecture de Gifu au Japon. C'est le 14e des trente-trois Kannon de Mino. Il se trouve près de la zone Takatomi-chō de Yamagata (Gifu) aussi est-il parfois mentionné comme le Takatomi Dairyū-ji (高富大龍寺). En outre, il organise un festival annuel au cours duquel des  daruma sont brûlés, ce qui lui vaut un autre surnom, Daruma Kannon (だるま観音).
Le temple a des liens étroits avec le clan Toki et Inaba Yoshimichi.

## Histoire
Le Dairyū-ji est construit comme temple national au cours de la période Asuka durant le règne de l'impératrice Jitō au VIIe siècle. Durant l'époque de Heian, il passe sous l'influence de l'école Shingon du Bouddhisme. L'empereur Go-Shirakawa fait vénérer un bodhisattva au temple.
Au cours de l'ère Meiō, le clan Toki s'empare de la région et contrôle le temple. En 1502, juste après la fin de l'ère Meiō, Le Dairyū-ji passe sous le contrôle de l'école Rinzai du Bouddhisme Zen.

## Service commémoratifdaruma
Le temple organise un service commémoratif annuel pour les daruma dont les désirs ont été remplis. Environ 10 000 figures sont brûlées chaque année et il faut toute une journée pour se consumer. Jusqu'en 2007, le festival a lieu chaque année le 18 janvier, mais la date a été depuis avancée au deuxième dimanche de l'année.